# رفيقة السكن
رفيقة السكن (بالإنجليزية: The Roommate)‏ هو فيلم إثارة تم إنتاجه في الولايات المتحدة وصدر في سنة 2011. من بطولة لايتن ميستر ومينكا كيلي وكام جيجنديت ودانييل هاريس ومات لانتر.

## القصة
قصة الفيلم عن فتاة تعاني من الانفصام، بالرغم من خوف الشخصيات منها ساعدت الكثير ممن حولها، رغم اتهامهم لها بالجنون ورغبتهم بالتخلص منها ساعدت الشخصية الرئيسية بالابتعاد عن رفقة السوء ومن تحرش حبيبها السابق معلمها بالجامعة إلى صديقتها المنحرفة أخلاقياً وكل ما كانت تريده صديقة تبقى بقربها ردا لجميلها، إلا أنهم خيلوا لنا الشخصية الرئيسية وجدتها تحب الاحتفاظ بها ولاتبرح. قصة الفيلم مبهمة جداً لن تعرف القصة الا بالمتابعة الثقبة ونهاية مأساوية للفيلم وليست نهاية مبهجة أبداً.

## الميزانية والإيرادات
بلغت تكلفة إنتاج الفيلم حوالي 16 مليون دولار بينما حقق أرباحا تقدر بـ 40492759 دولار.

## وصلات خارجية
- رفيقة السكن على موقع IMDb (الإنجليزية)
- رفيقة السكن على موقع ميتاكريتيك (الإنجليزية)
- رفيقة السكن على موقع روتن توميتوز (الإنجليزية)
- رفيقة السكن على موقع نتفليكس (الإنجليزية)
- رفيقة السكن على موقع قاعدة بيانات الأفلام العربية
- رفيقة السكن على موقع ألو سيني (الفرنسية)
- رفيقة السكن على موقع Turner Classic Movies (الإنجليزية)
- رفيقة السكن على موقع أول موفي (الإنجليزية)
- رفيقة السكن على موقع بوكس أوفيس موجو (الإنجليزية)
- رفيقة السكن على موقع فيلمافينيتي (الإسبانية)